# Lourdes Castro
Maria de Lourdes Bettencourt de Castro (Funchal, 9 de dezembro de 1930 – Funchal, 8 de janeiro de 2022) foi uma premiada artista plástica portuguesa.

## Biografia

Sombra Projectada de René Bertholo, 1965

Nascida no Funchal, na Ilha da Madeira, a sua avó, Laura Estela Magna, foi a primeira aluna do Liceu do Funchal. Lourdes estudou na Escola Alemã do Funchal até esta ter encerrado devido à II Guerra Mundial. Após o liceu ficou na Madeira três anos a trabalhar num jardim de infância.

Frequenta o curso de Pintura (Curso Superior de Belas Artes) da Escola Superior de Belas Artes de Lisboa, curso que não viria a terminar por via da sua "expulsão" em 1956, "pela não conformidade com o cânone académico que dominava o sistema de ensino de então".

Sombras projetadas (de Lourdes Castro e René Bertholo), Rue de Saints Pères, Paris, 1964

Expõe individualmente pela primeira vez em 1955, no Clube Funchalense, Funchal, participando também em algumas exposições coletivas em Lisboa.
Parte para Munique em 1957 e, pouco depois, instala-se em Paris com o marido, René Bertholo. No ano seguinte funda, juntamente com René Bertholo, Costa Pinheiro, João Vieira, José Escada, Gonçalo Duarte, Jan Voss e Christo, o grupo KWY, participando nas diversas iniciativas do grupo. Em 1960 integra a mostra do KWY na SNBA, exposição que, segundo Rui Mário Gonçalves, marca o início da década de 1960 no panorama artístico português. Em 1972 e 1979 foi artista residente na DAAD (Deutscher Akademischer Austauschdienst), em Berlim. Depois de residir 25 anos em Paris, em 1983 regressou ao Funchal.
Últimas grandes exposições individuais de Lourdes Castro: Sombras à volta de um Centro, Fundação Serralves, Porto, 2003; O Grande Herbário de Sombras, Fundação Calouste Gulbenkian, Lisboa, 2002. Em 2000, representou Portugal na XVIII Bienal de S. Paulo, juntamente com Francisco Tropa.
Morreu a 8 de janeiro de 2022, aos 91 anos, no Hospital Dr. Nélio Mendonça, no Funchal, onde se encontrava internada.

## Obra
A sua obra dos primeiros anos parisienses caracteriza-se por uma forma de abstração "de raiz informalista". Esse registo "alterou-se completamente a partir de 1961. Nessa data abandonou, aliás, os suportes tradicionais da pintura. Sensível à coeva afirmação do Nouveau réalisme, apostou, num primeiro momento, na criação de objetos construídos, a partir da assemblage de bens de consumo de uso corrente", que aglomera em caixas, cobrindo-os depois com "uma camada uniforme de cor (prateados, dourados, azuis…) como se pudessem ser esculturas de matéria nobre e de uma só peça"; em cada trabalho ela "confronta o empobrecimento da forma e dos valores das coisas na sociedade contemporânea com a hipótese de uma alternativa poética. São estas obras tridimensionais que preparam a desmaterialização concretizada nas suas «sombras projetadas» ".
O conceito de sombra irá tornar-se central em praticamente toda a sua produção posterior; "sombras recortadas ou projetadas, teatros de sombras, sombras bordadas sobre lençóis fugazes, vários foram os modos e registos de que a artista se socorreu para relacionar essa perceção do imaterial com a necessária materialidade do espaço plástico".
Partindo de experiências ao nível da impressão serigráfica, começa a fixar silhuetas de amigos projetadas em tela. A partir de 1964 utiliza o plexiglas recortado, transparente ou colorido, em placas sobrepostas, de modo a dotar as sombras evocadas de sombras próprias, como acontece, por exemplo, em Sombra Projectada de René Bertholo, 1965.
Em 1965 realiza um filme experimental com sombras e a partir do ano seguinte as silhuetas em movimento tornam-se no cerne dos seus "projetos de encenação, mais propriamente no teatro de sombras […]. Estas ações, inspiradas na tradição chinesa e nos happenings, tornaram-se mais frequentes após uma estada em Berlim, entre 1972 e 1973 […]. A colaboração de Manuel Zimbro efetivou-se nos anos imediatos, sendo os espetáculos As cinco Estações (1976) e Linha do Horizonte (1981) concebidas a duas mãos".
Entre 1956 até ao presente a artista desenvolve como forma de expressão e de exploração diversos livros de artista, «Lourdes Castro. Todos os livros» foram apresentados na Biblioteca de Arte da Fundação Calouste Gulbenkian em 2015.
"Depois de ter tirado as sombras da sombra, de lhes ter dado cor e transparência, uma vida independente", a artista inscreve-as em lençóis, através de bordado manual: "A surpresa do desenho de gente deitada, sombras projetadas na horizontal e não na vertical,  […] tornou-se cada vez mais importante"; os contornos de silhuetas "presentificam corpos ausentes registados, afinal, como memória. A investigação [de Lourdes Castro] sobre a sombra sempre se cruzou, de resto, com a reflexão sobre o tempo e a memória. Veja-se o seu Álbum de Família (onde vem compilando imagens, pensamentos, excertos, relativos à sombra), a acumulação de pétalas de gerânio da sua Montanha de Flores, iniciada em 1988, ou ainda a Peça, que concebeu com Francisco Tropa para a Bienal de S. Paulo de 2000", onde um imenso pano branco "pousava sobre uma longa mesa fortemente iluminada de modo a sublinhar os vincos das dobras dessa cobertura".

## Prémios e Reconhecimento
Foi galardoada com os seguintes prémios:
- Medalha do Concelho Regional Salon de Montrouge, Paris, 1995
- Grande Prémio EDP )Lisboa, 2000[19]
- Prémio CELPA/Vieira da Silva - Artes Plásticas Consagração, 2004;[20]
- Prémio Árvore da Vida - Padre Manuel Antunes em 2015, atribuído pela Igreja Católica[21]
- Distinguida com o Prémio  Artes Visuais em 2010 pela Associação Internacional de Críticos de Arte[22]
- A 9 de dezembro de 2020, no dia do seu nonagésimo aniversário, foi anunciada a sua condecoração com a Medalha de Mérito Cultural pelo  Ministério da Cultura português.[23][24] A cerimónia de entrega pelas mãos da ministra da cultura Graça Fonseca aconteceu a 26 de abril de 2021.[25]
- A 8 de junho de 2021, foi agraciada com o grau de Comendador da Ordem Militar de Sant'Iago da Espada.[26]
- Está representada em várias coleções, públicas e privadas, entre as quais: Victoria e Albert Museum (Londres); Museu de Arte Moderna (Havana); Museu de Arte Contemporânea (Belgrado); Museu Nacional de Varsóvia, Museu Nacional de Breslávia (Vroclaw) e Lódz; Centro de Arte Moderna, Fundação Calouste Gulbenkian (Lisboa); Fundação de Serralves (Porto).[18]